# Kitipon Kitikul
Kitipon Kitikul (Thai: กิตติพนธ์ กิติกุล; * 9. September 1975) ist ein ehemaliger thailändischer Badmintonspieler.

## Sportliche Karriere
1996 startete Kitipon Kitikul bei Olympia im Herreneinzel. Dort gewann er sein Erstrundenmatch gegen Todor Velkov aus Bulgarien mit 15:7 und 17:15. Im zweiten Spiel unterlag er Fumihiko Machida aus Japan mit 7:15 und 11:15 und wurde somit in der Endwertung 17. im Herreneinzel.
National siegte er bei den Thailändischen Meisterschaften 1998 im Herrendoppel mit Khunakorn Sudhisodhi, was jedoch sein einziger Titel dort bleiben sollte. Mit Sudhisodhi siegte er auch 2000 bei den Swedish Open. 1997 hatten sie bereits Bronze im Doppel bei den Südostasienspielen gewonnen.